# Stołbowo (Kraj Ałtajski)
Stołbowo (ros. Столбово) – wieś w Rosji, w Kraju Ałtajskim, w rejonie kamieńskim. W 2010 liczyła 924 mieszkańców.